# Harald al III-lea al Norvegiei
Harald al III-lea Sigurdsson (n. 1015, Ringerike, Buskerud, Norvegia – d. 25 septembrie 1066, Stamford Bridge⁠(d), East Riding of Yorkshire⁠(d), Anglia, Regatul Unit), supranumit ulterior Harald Hardråde (în nordică veche: Haraldr harðráði, în traducere aproximativă "sfat hotărât" sau "conducător dur") a fost rege al Norvegiei din 1047 până în 1066. A fost și Rege al Danemarcei până în 1062. Multe dintre faptele sale sunt consemnate în Heimskringla. Moartea lui este ades folosită pentru a marca sfârșitul erei vikinge.

## Tinerețea
Născut în 1015, Harald a fost cel mai mic dintre cei trei frați vitregi ai regelui Olaf al II-lea, mama sa fiind Åsta Gudbrandsdatter. Când Harald avea doar 15 ani, regele Olaf a fost ucis în timp ce își apăra tronul de Knut cel Mare în 1030 în Bătălia de la Stiklestad. Harald a luat parte la Bătălie și deși rănit a reușit să scape și să părăsească ulterior Norvegia în exil. A fost ajutat de un grup de războinici, exilați și ei la moartea lui Olaf. În 1031 Harald și oamenii săi au ajuns în Rusia Kieveană unde au slujit în armata lui Iaroslav I cel Înțelept, Mare Cneaz al Rusiei. Se presupune că Harald a luat parte la campania acestuia împotriva polonezilor fiind asociat la comanda forțelor de apărare.

## Timpul petrecut în Imperiul Bizantin

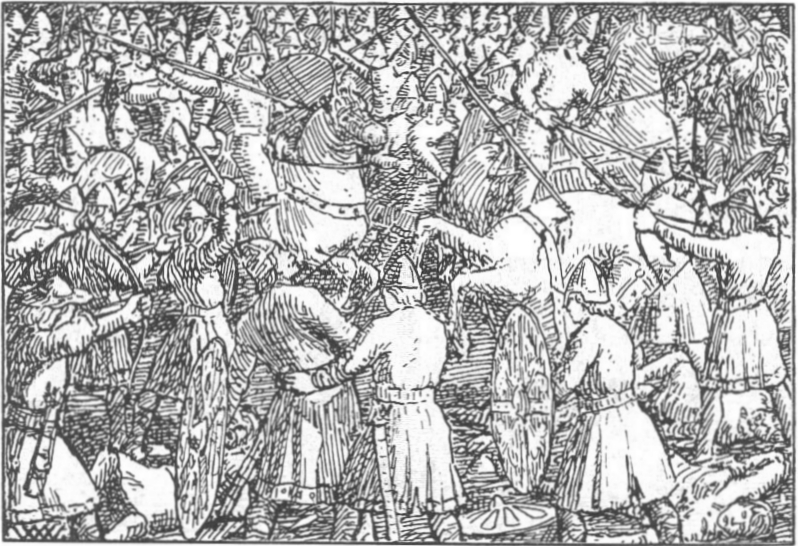
Harald lovit în gât de o săgeată în Bătălia de la Stamford Bridge la 25 Septembrie, 1066. Ilustrație de Wilhelm Wetlesen.

La câțiva ani după ce Harald și oamenii lui au ajuns pe meleagurile ruse, au plecat spre inima Imperiului Bizantin, spre Constantinopole. La vremea respectivă acesta era cel mai bogat imperiu din Europa și Orientul Apropiat. Harald și oamenii săi s-au angajat în slujba armatelor imperiului. Au intrat în corpul de mercenari de elită cunoscut ca și Garda Varegă. Nu a durat mult ca Harald să își dovedească priceperea în bătălie și să câștige respectul celorlalți varegi. Harald a devenit liderul întregii gărzi și s-a folosit de această poziție pentru a întreprinde expediții proprii. Forțele sale au câștigat numeroase victorii în Africa de Nord, Siria și Sicilia. Prin ingeniozitate, el și oamenii lui au reușit să asedieze și să cucerească o serie de cetăți. O sursă contemporană descrie tactici cum ar fi atașarea de smoală aprinsă de păsări pentru incendia o cetate, sau mimarea ezitării de a lupta numai pentru a lansa un atac în momentul cel mai prielnic. Harald a reușit să strângă o avere importantă din prada de război.
Harald a luat parte la reprimarea răscoalei lui Petru Delyan, care a încercat refacerea unui stat bulgar în 1040-1041. În saga-urile nordice, este numit "Devastatorul Bulgariei" și "ciuma bulgarilor" datorită acestei campanii și se spune chiar că l-a tăiat pe Petru Delyan în bătălie. Unii autori merg până la a avansa teoria că Harald a dat numele orașului Oslo după o bulgăroaică de care s-ar fi îndrăgostit numită eventual Slava sau Oslava, deși dovezile nu par să o susțină.

## Întoarcerea în Norvegia
Folosind bogăția strânsă în serviciul împăratului bizantin, Harald se întoarce în Norvegia în 1045. Harald era însoțit de mulți oameni care îl slujiseră, și reprezenta deci o amenințare imediată pentru regele din acel moment Magnus I, fiul lui Olaf al II-lea și nepotul lui Harald care se întorsese din exil în 1035 să pretindă tronul tatălui său la moartea lui Knut cel Mare.
Magnus I a acceptat să împartă puterea cu unchiul său Harald pe care l-a asociat la coroană. Doar un an mai târziu Magnus murea în circumstanțe neelucidate în totalitate. Neînțelegerile întrei cei doi au dus la zvonuri că Magnus a fost asasinat de Harald pentru ca acesta să rămână singur pe tronul Norvegiei.

## Invazia Angliei
Harald a fost ucis în Bătălia de la Stamford Bridge, în afara orașului York. Bătălia a avut loc la 25 Septembrie 1066. Harald a luptat împotriva armatelor regelui Harold Godwinson al Angliei. Venise în Anglia cu pretenții la tronul acesteia bazate pe o ipotetică înțelegere între Magnus și Hardeknut cum că dacă unul din ei murea fără urmași, celălalt urma să moștenească și Anglia și Norvegia.
Debarcase în nordul Angliei cu o forță de circa 15,000 oameni și 300 de corăbii (50 de oameni per vas), și câștigase o mare victorie la 20 septembrie împotriva unei prime armate engleze în Bătălia de la Fulford la două mile spre sud de York. Există speculații cum că a fost înfrânt la Stamford Bridge căci credea că regele Harold Godwinson venea să se predea. În realitate nu a fost așa, armata sa a fost decimată astfel încât mai puțin de 25 de corăbii au fost suficiente pentru a transporta supraviețuitorii în Norvegia. Nu mult după bătălie, regele Harold Godwinson a fost învins de William Cuceritorul în Bătălia de la Hastings. De fapt acesta fusese obligat să execute un marș forțat pentru a-l întâmpina pe Hardrada, să lupte la Stamford Bridge și apoi să se grăbească înapoi și sa înfrunte invazia Normandă, totul în doar câteva zile. Acesta este considerat factorul principal care a contribuit la victoria lui William atât de greu obținută la Hastings.

## Memorie
Harald a fost ultimul mare rege viking al Norvegiei și debarcarea sa în Anglia ce a rezultat în moartea sa în Bătălia de la Stamford Bridge în 1066 marchează o cumpănă - sfârșitul erei vikinge. În Norvegia moartea lui Harald reprezintă începutul erei creștine, a Evului Mediu. Trupul său a fost dus la Trondheim în 1067 și îngropat în biserica Sf. Maria. O sută de ani mai târziu a fost re-înhumat în mănăstirea Helgeseter demolată în anii 1600.
La 25 septembrie 2006, la cea de-a 940-a comemorare a morții lui Harald, ziarul Aftenposten a publicat un articol despre vechile morminte regale ale Norvegiei inclusiv despre cel al lui Harald Hardrade, aflat se pare sub șoseaua construită pe fostul amplasament al mănăstirii. Într-o continuare a articolului din 26 septembrie, oficialitățile municipiului Trondheim au declarat că se lua în calcul exhumarea sa și reînhumarea în Catedrala Nidaros, unde se odihnesc nouă regi ai Norvegiei printre care Magnus I și Magnus al II-lea, predecesor și respectiv succesor al lui Harald.
În 1980 scriitorul de literatură științico-fantastică american Poul Anderson a publicat The Last Viking (Ultimul viking), un roman istoric în trei volume despre Harald. Harald apare și în romanul lui Tom Holt Meadowland (Țara pajiștilor) unde se vorbește despre călătoria vikingilor în Americi.